# 1992年のワールドシリーズ
1992年の野球において、メジャーリーグベースボール（MLB）優勝決定戦の第89回ワールドシリーズ（89th World Series）は、10月17日から24日にかけて計6試合が開催された。その結果、トロント・ブルージェイズ（アメリカンリーグ）がアトランタ・ブレーブス（ナショナルリーグ）を4勝2敗で下し、球団創設16年目で初の優勝を果たした。
カナダを本拠地とするブルージェイズの初出場初優勝により、ワールドシリーズが史上初めてアメリカ合衆国以外の国で開催され、コミッショナーズ・トロフィーがアメリカ合衆国外の球団に渡った。オンタリオ州トロントを本拠地とするチームの北米4大プロスポーツリーグ優勝は、1967年にアイスホッケー・NHLでスタンレー・カップ・ファイナルを制したトロント・メープルリーフス以来25年ぶり。カナダの英語圏では今シリーズのテレビ中継をCTVが行い、第6戦では推計視聴者670万人を記録している。これは専用機器による測定が1989年に導入されて以来の歴代最多であり、2002年2月にソルトレーク冬季五輪・男子アイスホッケー決勝中継が870万人を記録するまで9年以上その座にあった。また、ブルージェイズ監督のシト・ガストンはアフリカ系アメリカ人史上初のシリーズ優勝監督となった。シリーズMVPには、全6試合で安打を放ち打率.450・1本塁打・3打点・OPS 1.250という成績を残したブルージェイズのパット・ボーダーズが選出された。

## 試合結果
1992年のワールドシリーズは10月17日に開幕し、途中に移動日を挟んで8日間で6試合が行われた。日程・結果は以下の通り。
| 日付                                                          | 試合  | ビジター球団（先攻）     | スコア | ホーム球団（後攻）       | 開催球場                         | 開催球場                                                    |
| ------------------------------------------------------------- | ----- | ------------------------ | ------ | ------------------------ | -------------------------------- | ----------------------------------------------------------- |
| 10月17日（土）                                                | 第1戦 | トロント・ブルージェイズ | 1－3   | アトランタ・ブレーブス   | フルトン・カウンティ・スタジアム | アトランタ・フルトン・ · カウンティ・スタジアムスカイドーム |
| 10月18日（日）                                                | 第2戦 | トロント・ブルージェイズ | 5－4   | アトランタ・ブレーブス   | フルトン・カウンティ・スタジアム | アトランタ・フルトン・ · カウンティ・スタジアムスカイドーム |
| 10月19日（月）                                                |       | 移動日                   | 移動日 | 移動日                   |                                  | アトランタ・フルトン・ · カウンティ・スタジアムスカイドーム |
| 10月20日（火）                                                | 第3戦 | アトランタ・ブレーブス   | 2－3x  | トロント・ブルージェイズ | スカイドーム                     | アトランタ・フルトン・ · カウンティ・スタジアムスカイドーム |
| 10月21日（水）                                                | 第4戦 | アトランタ・ブレーブス   | 1－2   | トロント・ブルージェイズ | スカイドーム                     | アトランタ・フルトン・ · カウンティ・スタジアムスカイドーム |
| 10月22日（木）                                                | 第5戦 | アトランタ・ブレーブス   | 7－2   | トロント・ブルージェイズ | スカイドーム                     | アトランタ・フルトン・ · カウンティ・スタジアムスカイドーム |
| 10月23日（金）                                                |       | 移動日                   | 移動日 | 移動日                   |                                  | アトランタ・フルトン・ · カウンティ・スタジアムスカイドーム |
| 10月24日（土）                                                | 第6戦 | トロント・ブルージェイズ | 4－3   | アトランタ・ブレーブス   | フルトン・カウンティ・スタジアム | アトランタ・フルトン・ · カウンティ・スタジアムスカイドーム |
| 優勝：トロント・ブルージェイズ（4勝2敗 / 球団創設16年目で初） |       |                          |        |                          |                                  | アトランタ・フルトン・ · カウンティ・スタジアムスカイドーム |

### 第1戦 10月17日
- アトランタ・フルトン・カウンティ・スタジアム（アメリカ合衆国ジョージア州アトランタ）

|                          | 1 | 2 | 3 | 4 | 5 | 6 | 7 | 8 | 9 | R | H | E |
| ------------------------ | - | - | - | - | - | - | - | - | - | - | - | - |
| トロント・ブルージェイズ | 0 | 0 | 0 | 1 | 0 | 0 | 0 | 0 | 0 | 1 | 4 | 0 |
| アトランタ・ブレーブス   | 0 | 0 | 0 | 0 | 0 | 3 | 0 | 0 | X | 3 | 4 | 0 |

1. 勝利：トム・グラビン（1勝）
2. 敗戦：ジャック・モリス（1敗）
3. 本塁打
TOR：ジョー・カーター1号ソロ
ATL：デイモン・ベリーヒル1号3ラン
4. 審判
［球審］ジェリー・クロフォード（NL）
［塁審］一塁: マイク・ライリー（AL）、二塁: ジョー・ウェスト（NL）、三塁: ダン・モリソン（AL）
［外審］左翼: ボブ・デービッドソン（NL）、右翼: ジョン・シュロック（AL）
5. 試合開始時刻: 東部夏時間（UTC-4）午後8時32分  試合時間: 2時間37分  観客: 5万1763人  気温: 60°F（15.6°C）
詳細: Baseball-Reference.com

| トロント・ブルージェイズ | トロント・ブルージェイズ | トロント・ブルージェイズ | トロント・ブルージェイズ | トロント・ブルージェイズ                                                                                                 | アトランタ・ブレーブス | アトランタ・ブレーブス | アトランタ・ブレーブス | アトランタ・ブレーブス | アトランタ・ブレーブス                                                                                                   |
| ------------------------ | ------------------------ | ------------------------ | ------------------------ | --- | ---------------------- | ---------------------- | ---------------------- | ---------------------- | --- |
| 打順                     | 守備                     | 選手                     | 打席                     | J・モリスP・ボーダーズJ・カーターR・アロマーK・グルーバーM・リーC・マルドナードD・ホワイトD・ウィン · フィールド（なし） | 打順                   | 守備                   | 選手                   | 打席                   | T・グラビンD・ベリーヒルS・ブリームM・レムキーT・ペンドル · トンJ・ブラウザーR・ガントO・ニクソンD・ジャスティス（なし） |
| 1                        | 中                       | D・ホワイト              | 両                       | J・モリスP・ボーダーズJ・カーターR・アロマーK・グルーバーM・リーC・マルドナードD・ホワイトD・ウィン · フィールド（なし） | 1                      | 中                     | O・ニクソン            | 両                     | T・グラビンD・ベリーヒルS・ブリームM・レムキーT・ペンドル · トンJ・ブラウザーR・ガントO・ニクソンD・ジャスティス（なし） |
| 2                        | 二                       | R・アロマー              | 両                       | J・モリスP・ボーダーズJ・カーターR・アロマーK・グルーバーM・リーC・マルドナードD・ホワイトD・ウィン · フィールド（なし） | 2                      | 遊                     | J・ブラウザー          | 右                     | T・グラビンD・ベリーヒルS・ブリームM・レムキーT・ペンドル · トンJ・ブラウザーR・ガントO・ニクソンD・ジャスティス（なし） |
| 3                        | 一                       | J・カーター              | 右                       | J・モリスP・ボーダーズJ・カーターR・アロマーK・グルーバーM・リーC・マルドナードD・ホワイトD・ウィン · フィールド（なし） | 3                      | 三                     | T・ペンドルトン        | 両                     | T・グラビンD・ベリーヒルS・ブリームM・レムキーT・ペンドル · トンJ・ブラウザーR・ガントO・ニクソンD・ジャスティス（なし） |
| 4                        | 右                       | D・ウィンフィールド      | 右                       | J・モリスP・ボーダーズJ・カーターR・アロマーK・グルーバーM・リーC・マルドナードD・ホワイトD・ウィン · フィールド（なし） | 4                      | 右                     | D・ジャスティス        | 左                     | T・グラビンD・ベリーヒルS・ブリームM・レムキーT・ペンドル · トンJ・ブラウザーR・ガントO・ニクソンD・ジャスティス（なし） |
| 5                        | 左                       | C・マルドナード          | 右                       | J・モリスP・ボーダーズJ・カーターR・アロマーK・グルーバーM・リーC・マルドナードD・ホワイトD・ウィン · フィールド（なし） | 5                      | 一                     | S・ブリーム            | 左                     | T・グラビンD・ベリーヒルS・ブリームM・レムキーT・ペンドル · トンJ・ブラウザーR・ガントO・ニクソンD・ジャスティス（なし） |
| 6                        | 三                       | K・グルーバー            | 右                       | J・モリスP・ボーダーズJ・カーターR・アロマーK・グルーバーM・リーC・マルドナードD・ホワイトD・ウィン · フィールド（なし） | 6                      | 左                     | R・ガント              | 右                     | T・グラビンD・ベリーヒルS・ブリームM・レムキーT・ペンドル · トンJ・ブラウザーR・ガントO・ニクソンD・ジャスティス（なし） |
| 7                        | 捕                       | P・ボーダーズ            | 右                       | J・モリスP・ボーダーズJ・カーターR・アロマーK・グルーバーM・リーC・マルドナードD・ホワイトD・ウィン · フィールド（なし） | 7                      | 捕                     | D・ベリーヒル          | 両                     | T・グラビンD・ベリーヒルS・ブリームM・レムキーT・ペンドル · トンJ・ブラウザーR・ガントO・ニクソンD・ジャスティス（なし） |
| 8                        | 遊                       | M・リー                  | 両                       | J・モリスP・ボーダーズJ・カーターR・アロマーK・グルーバーM・リーC・マルドナードD・ホワイトD・ウィン · フィールド（なし） | 8                      | 二                     | M・レムキー            | 両                     | T・グラビンD・ベリーヒルS・ブリームM・レムキーT・ペンドル · トンJ・ブラウザーR・ガントO・ニクソンD・ジャスティス（なし） |
| 9                        | 投                       | J・モリス                | 右                       | J・モリスP・ボーダーズJ・カーターR・アロマーK・グルーバーM・リーC・マルドナードD・ホワイトD・ウィン · フィールド（なし） | 9                      | 投                     | T・グラビン            | 左                     | T・グラビンD・ベリーヒルS・ブリームM・レムキーT・ペンドル · トンJ・ブラウザーR・ガントO・ニクソンD・ジャスティス（なし） |
| 先発投手                 | 先発投手                 | 先発投手                 | 投球                     | J・モリスP・ボーダーズJ・カーターR・アロマーK・グルーバーM・リーC・マルドナードD・ホワイトD・ウィン · フィールド（なし） | 先発投手               | 先発投手               | 先発投手               | 投球                   | T・グラビンD・ベリーヒルS・ブリームM・レムキーT・ペンドル · トンJ・ブラウザーR・ガントO・ニクソンD・ジャスティス（なし） |
| J・モリス                | J・モリス                | J・モリス                | 右                       | J・モリスP・ボーダーズJ・カーターR・アロマーK・グルーバーM・リーC・マルドナードD・ホワイトD・ウィン · フィールド（なし） | T・グラビン            | T・グラビン            | T・グラビン            | 左                     | T・グラビンD・ベリーヒルS・ブリームM・レムキーT・ペンドル · トンJ・ブラウザーR・ガントO・ニクソンD・ジャスティス（なし） |

### 第2戦 10月18日
- アトランタ・フルトン・カウンティ・スタジアム（アメリカ合衆国ジョージア州アトランタ）

|                          | 1 | 2 | 3 | 4 | 5 | 6 | 7 | 8 | 9 | R | H | E |
| ------------------------ | - | - | - | - | - | - | - | - | - | - | - | - |
| トロント・ブルージェイズ | 0 | 0 | 0 | 0 | 2 | 0 | 0 | 1 | 2 | 5 | 9 | 2 |
| アトランタ・ブレーブス   | 0 | 1 | 0 | 1 | 2 | 0 | 0 | 0 | 0 | 4 | 5 | 1 |

1. 勝利：デュアン・ウォード（1勝）
2. セーブ：トム・ヘンキー（1S）
3. 敗戦：ジェフ・リアドン（1敗）
4. 本塁打
TOR：エド・スプレイグ1号2ラン
5. 審判
［球審］マイク・ライリー（AL）
［塁審］一塁: ジョー・ウェスト（NL）、二塁: ダン・モリソン（AL）、三塁: ボブ・デービッドソン（NL）
［外審］左翼: ジョン・シュロック（AL）、右翼: ジェリー・クロフォード（NL）
6. 試合開始時刻: 東部夏時間（UTC-4）午後8時33分  試合時間: 3時間30分  観客: 5万1763人  気温: 57°F（13.9°C）
詳細: Baseball-Reference.com

| トロント・ブルージェイズ | トロント・ブルージェイズ | トロント・ブルージェイズ | トロント・ブルージェイズ | トロント・ブルージェイズ                                                                                             | アトランタ・ブレーブス | アトランタ・ブレーブス | アトランタ・ブレーブス | アトランタ・ブレーブス | アトランタ・ブレーブス |
| ------------------------ | ------------------------ | ------------------------ | ------------------------ | --- | ---------------------- | ---------------------- | ---------------------- | ---------------------- | --- |
| 打順                     | 守備                     | 選手                     | 打席                     | D・コーンP・ボーダーズJ・オルルドR・アロマーK・グルーバーM・リーJ・カーターD・ホワイトD・ウィン · フィールド（なし） | 打順                   | 守備                   | 選手                   | 打席                   | J・スモルツD・ベリーヒルS・ブリームM・レムキーT・ペンドル · トンJ・ブラウザーD・サンダースO・ニクソンD・ジャスティス（なし） |
| 1                        | 中                       | D・ホワイト              | 両                       | D・コーンP・ボーダーズJ・オルルドR・アロマーK・グルーバーM・リーJ・カーターD・ホワイトD・ウィン · フィールド（なし） | 1                      | 中                     | O・ニクソン            | 両                     | J・スモルツD・ベリーヒルS・ブリームM・レムキーT・ペンドル · トンJ・ブラウザーD・サンダースO・ニクソンD・ジャスティス（なし） |
| 2                        | 二                       | R・アロマー              | 両                       | D・コーンP・ボーダーズJ・オルルドR・アロマーK・グルーバーM・リーJ・カーターD・ホワイトD・ウィン · フィールド（なし） | 2                      | 左                     | D・サンダース          | 左                     | J・スモルツD・ベリーヒルS・ブリームM・レムキーT・ペンドル · トンJ・ブラウザーD・サンダースO・ニクソンD・ジャスティス（なし） |
| 3                        | 左                       | J・カーター              | 右                       | D・コーンP・ボーダーズJ・オルルドR・アロマーK・グルーバーM・リーJ・カーターD・ホワイトD・ウィン · フィールド（なし） | 3                      | 三                     | T・ペンドルトン        | 両                     | J・スモルツD・ベリーヒルS・ブリームM・レムキーT・ペンドル · トンJ・ブラウザーD・サンダースO・ニクソンD・ジャスティス（なし） |
| 4                        | 右                       | D・ウィンフィールド      | 右                       | D・コーンP・ボーダーズJ・オルルドR・アロマーK・グルーバーM・リーJ・カーターD・ホワイトD・ウィン · フィールド（なし） | 4                      | 右                     | D・ジャスティス        | 左                     | J・スモルツD・ベリーヒルS・ブリームM・レムキーT・ペンドル · トンJ・ブラウザーD・サンダースO・ニクソンD・ジャスティス（なし） |
| 5                        | 一                       | J・オルルド              | 左                       | D・コーンP・ボーダーズJ・オルルドR・アロマーK・グルーバーM・リーJ・カーターD・ホワイトD・ウィン · フィールド（なし） | 5                      | 一                     | S・ブリーム            | 左                     | J・スモルツD・ベリーヒルS・ブリームM・レムキーT・ペンドル · トンJ・ブラウザーD・サンダースO・ニクソンD・ジャスティス（なし） |
| 6                        | 三                       | K・グルーバー            | 右                       | D・コーンP・ボーダーズJ・オルルドR・アロマーK・グルーバーM・リーJ・カーターD・ホワイトD・ウィン · フィールド（なし） | 6                      | 遊                     | J・ブラウザー          | 右                     | J・スモルツD・ベリーヒルS・ブリームM・レムキーT・ペンドル · トンJ・ブラウザーD・サンダースO・ニクソンD・ジャスティス（なし） |
| 7                        | 捕                       | P・ボーダーズ            | 右                       | D・コーンP・ボーダーズJ・オルルドR・アロマーK・グルーバーM・リーJ・カーターD・ホワイトD・ウィン · フィールド（なし） | 7                      | 捕                     | D・ベリーヒル          | 両                     | J・スモルツD・ベリーヒルS・ブリームM・レムキーT・ペンドル · トンJ・ブラウザーD・サンダースO・ニクソンD・ジャスティス（なし） |
| 8                        | 遊                       | M・リー                  | 両                       | D・コーンP・ボーダーズJ・オルルドR・アロマーK・グルーバーM・リーJ・カーターD・ホワイトD・ウィン · フィールド（なし） | 8                      | 二                     | M・レムキー            | 両                     | J・スモルツD・ベリーヒルS・ブリームM・レムキーT・ペンドル · トンJ・ブラウザーD・サンダースO・ニクソンD・ジャスティス（なし） |
| 9                        | 投                       | D・コーン                | 左                       | D・コーンP・ボーダーズJ・オルルドR・アロマーK・グルーバーM・リーJ・カーターD・ホワイトD・ウィン · フィールド（なし） | 9                      | 投                     | J・スモルツ            | 右                     | J・スモルツD・ベリーヒルS・ブリームM・レムキーT・ペンドル · トンJ・ブラウザーD・サンダースO・ニクソンD・ジャスティス（なし） |
| 先発投手                 | 先発投手                 | 先発投手                 | 投球                     | D・コーンP・ボーダーズJ・オルルドR・アロマーK・グルーバーM・リーJ・カーターD・ホワイトD・ウィン · フィールド（なし） | 先発投手               | 先発投手               | 先発投手               | 投球                   | J・スモルツD・ベリーヒルS・ブリームM・レムキーT・ペンドル · トンJ・ブラウザーD・サンダースO・ニクソンD・ジャスティス（なし） |
| D・コーン                | D・コーン                | D・コーン                | 右                       | D・コーンP・ボーダーズJ・オルルドR・アロマーK・グルーバーM・リーJ・カーターD・ホワイトD・ウィン · フィールド（なし） | J・スモルツ            | J・スモルツ            | J・スモルツ            | 右                     | J・スモルツD・ベリーヒルS・ブリームM・レムキーT・ペンドル · トンJ・ブラウザーD・サンダースO・ニクソンD・ジャスティス（なし） |

この日の試合前、式典中にアメリカ海兵隊の隊員がカナダの国旗を上下逆さまに掲げるという事件が発生した。MLBコミッショナー事務局は、試合が3回に入った頃に謝罪声明を発表した。アメリカ合衆国大統領ジョージ・H・W・ブッシュも2日後、11月の大統領選挙での再選に向けて選挙活動中のジョージア州で、この件について「全アメリカ人を代表して」謝罪の意を表明した。この件について、リーグがカナダ球団の優勝を阻止するために実施している妨害策のひとつととらえる陰謀論者のカナダ人も少なからずいた。海兵隊広報によると、隊員が球場入りした際にはアメリカ合衆国の国旗と海兵隊の軍旗しか用意されておらず、隊員の手元にカナダの国旗が届いたのが式典開始直前だったため、慌てて準備したところ誤って上下が逆さまに掲げられてしまったという。
ブレーブスの外野手ディオン・サンダースは、野球のMLBだけでなくアメリカンフットボールのNFLでもプレイする2競技兼業選手であり、当時はNFLではアトランタ・ファルコンズに在籍していた。10月11日、彼はフロリダ州マイアミガーデンズでの午後1時1分からのファルコンズの試合と、ペンシルベニア州ピッツバーグでの午後8時44分からのナショナルリーグ優勝決定戦・第5戦を掛け持ちするため、両都市間を未明からチャーター便で往復していた。それから1週間が経ったこの日、ファルコンズはカリフォルニア州サンフランシスコへ遠征したが、サンダースはファルコンズに合流せず、ワールドシリーズに専念した。これは、この日のファルコンズ戦開始時刻が午後4時頃と前週より3時間ほど遅く、アメフトの試合終了から野球の試合開始までの空き時間が1時間半ほどしかなかったためである。

### 第3戦 10月20日
- スカイドーム（カナダ オンタリオ州トロント）

|                          | 1 | 2 | 3 | 4 | 5 | 6 | 7 | 8 | 9  | R | H | E |
| ------------------------ | - | - | - | - | - | - | - | - | -- | - | - | - |
| アトランタ・ブレーブス   | 0 | 0 | 0 | 0 | 0 | 1 | 0 | 1 | 0  | 2 | 9 | 0 |
| トロント・ブルージェイズ | 0 | 0 | 0 | 1 | 0 | 0 | 0 | 1 | 1x | 3 | 6 | 1 |

1. 勝利：デュアン・ウォード（2勝）
2. 敗戦：スティーブ・エイベリー（1敗）
3. 本塁打
TOR：ジョー・カーター2号ソロ、ケリー・グルーバー1号ソロ
4. 審判
［球審］ジョー・ウェスト（NL）
［塁審］一塁: ダン・モリソン（AL）、二塁: ボブ・デービッドソン（NL）、三塁: ジョン・シュロック（AL）
［外審］左翼: ジェリー・クロフォード（NL）、右翼: マイク・ライリー（AL）
5. 試合開始時刻: 東部夏時間（UTC-4）午後8時33分  試合時間: 2時間49分  観客: 5万1813人
詳細: Baseball-Reference.com

| アトランタ・ブレーブス | アトランタ・ブレーブス | アトランタ・ブレーブス | アトランタ・ブレーブス | アトランタ・ブレーブス | トロント・ブルージェイズ | トロント・ブルージェイズ | トロント・ブルージェイズ | トロント・ブルージェイズ | トロント・ブルージェイズ |
| ---------------------- | ---------------------- | ---------------------- | ---------------------- | --- | ------------------------ | ------------------------ | ------------------------ | ------------------------ | --- |
| 打順                   | 守備                   | 選手                   | 打席                   | S・エイベリーD・ベリーヒルS・ブリームM・レムキーT・ペンドル · トンJ・ブラウザーD・サンダースO・ニクソンD・ジャスティスL・スミス | 打順                     | 守備                     | 選手                     | 打席                     | J・グーズマンP・ボーダーズJ・オルルドR・アロマーK・グルーバーM・リーC・マルドナードD・ホワイトJ・カーターD・ウィン · フィールド |
| 1                      | 中                     | O・ニクソン            | 両                     | S・エイベリーD・ベリーヒルS・ブリームM・レムキーT・ペンドル · トンJ・ブラウザーD・サンダースO・ニクソンD・ジャスティスL・スミス | 1                        | 中                       | D・ホワイト              | 両                       | J・グーズマンP・ボーダーズJ・オルルドR・アロマーK・グルーバーM・リーC・マルドナードD・ホワイトJ・カーターD・ウィン · フィールド |
| 2                      | 左                     | D・サンダース          | 左                     | S・エイベリーD・ベリーヒルS・ブリームM・レムキーT・ペンドル · トンJ・ブラウザーD・サンダースO・ニクソンD・ジャスティスL・スミス | 2                        | 二                       | R・アロマー              | 両                       | J・グーズマンP・ボーダーズJ・オルルドR・アロマーK・グルーバーM・リーC・マルドナードD・ホワイトJ・カーターD・ウィン · フィールド |
| 3                      | 三                     | T・ペンドルトン        | 両                     | S・エイベリーD・ベリーヒルS・ブリームM・レムキーT・ペンドル · トンJ・ブラウザーD・サンダースO・ニクソンD・ジャスティスL・スミス | 3                        | 右                       | J・カーター              | 右                       | J・グーズマンP・ボーダーズJ・オルルドR・アロマーK・グルーバーM・リーC・マルドナードD・ホワイトJ・カーターD・ウィン · フィールド |
| 4                      | 右                     | D・ジャスティス        | 左                     | S・エイベリーD・ベリーヒルS・ブリームM・レムキーT・ペンドル · トンJ・ブラウザーD・サンダースO・ニクソンD・ジャスティスL・スミス | 4                        | DH                       | D・ウィンフィールド      | 右                       | J・グーズマンP・ボーダーズJ・オルルドR・アロマーK・グルーバーM・リーC・マルドナードD・ホワイトJ・カーターD・ウィン · フィールド |
| 5                      | DH                     | L・スミス              | 右                     | S・エイベリーD・ベリーヒルS・ブリームM・レムキーT・ペンドル · トンJ・ブラウザーD・サンダースO・ニクソンD・ジャスティスL・スミス | 5                        | 一                       | J・オルルド              | 左                       | J・グーズマンP・ボーダーズJ・オルルドR・アロマーK・グルーバーM・リーC・マルドナードD・ホワイトJ・カーターD・ウィン · フィールド |
| 6                      | 一                     | S・ブリーム            | 左                     | S・エイベリーD・ベリーヒルS・ブリームM・レムキーT・ペンドル · トンJ・ブラウザーD・サンダースO・ニクソンD・ジャスティスL・スミス | 6                        | 左                       | C・マルドナード          | 右                       | J・グーズマンP・ボーダーズJ・オルルドR・アロマーK・グルーバーM・リーC・マルドナードD・ホワイトJ・カーターD・ウィン · フィールド |
| 7                      | 遊                     | J・ブラウザー          | 右                     | S・エイベリーD・ベリーヒルS・ブリームM・レムキーT・ペンドル · トンJ・ブラウザーD・サンダースO・ニクソンD・ジャスティスL・スミス | 7                        | 三                       | K・グルーバー            | 右                       | J・グーズマンP・ボーダーズJ・オルルドR・アロマーK・グルーバーM・リーC・マルドナードD・ホワイトJ・カーターD・ウィン · フィールド |
| 8                      | 捕                     | D・ベリーヒル          | 両                     | S・エイベリーD・ベリーヒルS・ブリームM・レムキーT・ペンドル · トンJ・ブラウザーD・サンダースO・ニクソンD・ジャスティスL・スミス | 8                        | 捕                       | P・ボーダーズ            | 右                       | J・グーズマンP・ボーダーズJ・オルルドR・アロマーK・グルーバーM・リーC・マルドナードD・ホワイトJ・カーターD・ウィン · フィールド |
| 9                      | 二                     | M・レムキー            | 両                     | S・エイベリーD・ベリーヒルS・ブリームM・レムキーT・ペンドル · トンJ・ブラウザーD・サンダースO・ニクソンD・ジャスティスL・スミス | 9                        | 遊                       | M・リー                  | 両                       | J・グーズマンP・ボーダーズJ・オルルドR・アロマーK・グルーバーM・リーC・マルドナードD・ホワイトJ・カーターD・ウィン · フィールド |
| 先発投手               | 先発投手               | 先発投手               | 投球                   | S・エイベリーD・ベリーヒルS・ブリームM・レムキーT・ペンドル · トンJ・ブラウザーD・サンダースO・ニクソンD・ジャスティスL・スミス | 先発投手                 | 先発投手                 | 先発投手                 | 投球                     | J・グーズマンP・ボーダーズJ・オルルドR・アロマーK・グルーバーM・リーC・マルドナードD・ホワイトJ・カーターD・ウィン · フィールド |
| S・エイベリー          | S・エイベリー          | S・エイベリー          | 左                     | S・エイベリーD・ベリーヒルS・ブリームM・レムキーT・ペンドル · トンJ・ブラウザーD・サンダースO・ニクソンD・ジャスティスL・スミス | J・グーズマン            | J・グーズマン            | J・グーズマン            | 右                       | J・グーズマンP・ボーダーズJ・オルルドR・アロマーK・グルーバーM・リーC・マルドナードD・ホワイトJ・カーターD・ウィン · フィールド |

試合前の式典でジョン・セカダがアメリカ合衆国国歌『星条旗』を歌うとき、スカイドームの観客は大歓声で応えた。これは2日前のカナダ国旗逆さま事件に対してカナダ人ファンが和解の姿勢を示したものと受け止められており、式典でカナダ国歌『オー・カナダ』を歌ったアン・マレーは「今夜は我が国を誇りに思います。人々があの一件を水に流したのが聞こえました」と話した。
両チームとも無得点のまま迎えた4回表、ブレーブスは先頭打者ディオン・サンダースと次打者テリー・ペンドルトンの連打で無死一・二塁の好機を迎えた。続く4番デビッド・ジャスティスは初球を弾き返し、打球は中堅方向へ上がった。ブルージェイズの中堅手デボン・ホワイトがこれを背走で追い、フェンス際で捕球し中飛とした。このとき塁上の2走者は飛び出しており、一塁走者ペンドルトンは二塁走者サンダースを追い越したためアウトに。サンダースは二・三塁間で挟まれ、二塁へ戻る際に三塁手ケリー・グルーバーに踵付近をタッチされた。しかし二塁塁審ボブ・デービッドソンはこのタッチを見落としてサンダースの二塁帰塁を認めた。
デービッドソンは翌日、リプレイ映像と『トロント・サン』一面に掲載された写真を確認すると「判定を下したときは完全に正しいと思っていたが、リプレイや写真を見る限りではどうやら私が間違っていたようだ」と誤審を認めた。もしサンダースのアウトが認められていれば、このプレイは三重殺になっていた。ワールドシリーズでの三重殺は、1920年シリーズ第5戦の5回表にクリーブランド・インディアンスが（二塁手ビル・ワムズガンスひとり＝無補殺で）成立させたのが唯一の例である。

### 第4戦 10月21日
- スカイドーム（カナダ オンタリオ州トロント）

|                          | 1 | 2 | 3 | 4 | 5 | 6 | 7 | 8 | 9 | R | H | E |
| ------------------------ | - | - | - | - | - | - | - | - | - | - | - | - |
| アトランタ・ブレーブス   | 0 | 0 | 0 | 0 | 0 | 0 | 0 | 1 | 0 | 1 | 5 | 0 |
| トロント・ブルージェイズ | 0 | 0 | 1 | 0 | 0 | 0 | 1 | 0 | X | 2 | 6 | 0 |

1. 勝利：ジミー・キー（1勝）
2. セーブ：トム・ヘンキー（2S）
3. 敗戦：トム・グラビン（1勝1敗）
4. 本塁打
TOR：パット・ボーダーズ1号ソロ
5. 審判
［球審］ダン・モリソン（AL）
［塁審］一塁: ボブ・デービッドソン（NL）、二塁: ジョン・シュロック（AL）、三塁: ジェリー・クロフォード（NL）
［外審］左翼: マイク・ライリー（AL）、右翼: ジョー・ウェスト（NL）
6. 試合開始時刻: 東部夏時間（UTC-4）午後8時28分  試合時間: 2時間21分  観客: 5万2090人
詳細: Baseball-Reference.com

| アトランタ・ブレーブス | アトランタ・ブレーブス | アトランタ・ブレーブス | アトランタ・ブレーブス | アトランタ・ブレーブス | トロント・ブルージェイズ | トロント・ブルージェイズ | トロント・ブルージェイズ | トロント・ブルージェイズ | トロント・ブルージェイズ                                                                                                  |
| ---------------------- | ---------------------- | ---------------------- | ---------------------- | --- | ------------------------ | ------------------------ | ------------------------ | ------------------------ | --- |
| 打順                   | 守備                   | 選手                   | 打席                   | T・グラビンD・ベリーヒルB・ハンターM・レムキーT・ペンドル · トンJ・ブラウザーR・ガントO・ニクソンD・ジャスティスL・スミス | 打順                     | 守備                     | 選手                     | 打席                     | J・キーP・ボーダーズJ・オルルドR・アロマーK・グルーバーM・リーC・マルドナードD・ホワイトJ・カーターD・ウィン · フィールド |
| 1                      | 中                     | O・ニクソン            | 両                     | T・グラビンD・ベリーヒルB・ハンターM・レムキーT・ペンドル · トンJ・ブラウザーR・ガントO・ニクソンD・ジャスティスL・スミス | 1                        | 中                       | D・ホワイト              | 両                       | J・キーP・ボーダーズJ・オルルドR・アロマーK・グルーバーM・リーC・マルドナードD・ホワイトJ・カーターD・ウィン · フィールド |
| 2                      | 遊                     | J・ブラウザー          | 右                     | T・グラビンD・ベリーヒルB・ハンターM・レムキーT・ペンドル · トンJ・ブラウザーR・ガントO・ニクソンD・ジャスティスL・スミス | 2                        | 二                       | R・アロマー              | 両                       | J・キーP・ボーダーズJ・オルルドR・アロマーK・グルーバーM・リーC・マルドナードD・ホワイトJ・カーターD・ウィン · フィールド |
| 3                      | 三                     | T・ペンドルトン        | 両                     | T・グラビンD・ベリーヒルB・ハンターM・レムキーT・ペンドル · トンJ・ブラウザーR・ガントO・ニクソンD・ジャスティスL・スミス | 3                        | 右                       | J・カーター              | 右                       | J・キーP・ボーダーズJ・オルルドR・アロマーK・グルーバーM・リーC・マルドナードD・ホワイトJ・カーターD・ウィン · フィールド |
| 4                      | DH                     | L・スミス              | 右                     | T・グラビンD・ベリーヒルB・ハンターM・レムキーT・ペンドル · トンJ・ブラウザーR・ガントO・ニクソンD・ジャスティスL・スミス | 4                        | DH                       | D・ウィンフィールド      | 右                       | J・キーP・ボーダーズJ・オルルドR・アロマーK・グルーバーM・リーC・マルドナードD・ホワイトJ・カーターD・ウィン · フィールド |
| 5                      | 右                     | D・ジャスティス        | 左                     | T・グラビンD・ベリーヒルB・ハンターM・レムキーT・ペンドル · トンJ・ブラウザーR・ガントO・ニクソンD・ジャスティスL・スミス | 5                        | 一                       | J・オルルド              | 左                       | J・キーP・ボーダーズJ・オルルドR・アロマーK・グルーバーM・リーC・マルドナードD・ホワイトJ・カーターD・ウィン · フィールド |
| 6                      | 左                     | R・ガント              | 右                     | T・グラビンD・ベリーヒルB・ハンターM・レムキーT・ペンドル · トンJ・ブラウザーR・ガントO・ニクソンD・ジャスティスL・スミス | 6                        | 左                       | C・マルドナード          | 右                       | J・キーP・ボーダーズJ・オルルドR・アロマーK・グルーバーM・リーC・マルドナードD・ホワイトJ・カーターD・ウィン · フィールド |
| 7                      | 一                     | B・ハンター            | 右                     | T・グラビンD・ベリーヒルB・ハンターM・レムキーT・ペンドル · トンJ・ブラウザーR・ガントO・ニクソンD・ジャスティスL・スミス | 7                        | 三                       | K・グルーバー            | 右                       | J・キーP・ボーダーズJ・オルルドR・アロマーK・グルーバーM・リーC・マルドナードD・ホワイトJ・カーターD・ウィン · フィールド |
| 8                      | 捕                     | D・ベリーヒル          | 両                     | T・グラビンD・ベリーヒルB・ハンターM・レムキーT・ペンドル · トンJ・ブラウザーR・ガントO・ニクソンD・ジャスティスL・スミス | 8                        | 捕                       | P・ボーダーズ            | 右                       | J・キーP・ボーダーズJ・オルルドR・アロマーK・グルーバーM・リーC・マルドナードD・ホワイトJ・カーターD・ウィン · フィールド |
| 9                      | 二                     | M・レムキー            | 両                     | T・グラビンD・ベリーヒルB・ハンターM・レムキーT・ペンドル · トンJ・ブラウザーR・ガントO・ニクソンD・ジャスティスL・スミス | 9                        | 遊                       | M・リー                  | 両                       | J・キーP・ボーダーズJ・オルルドR・アロマーK・グルーバーM・リーC・マルドナードD・ホワイトJ・カーターD・ウィン · フィールド |
| 先発投手               | 先発投手               | 先発投手               | 投球                   | T・グラビンD・ベリーヒルB・ハンターM・レムキーT・ペンドル · トンJ・ブラウザーR・ガントO・ニクソンD・ジャスティスL・スミス | 先発投手                 | 先発投手                 | 先発投手                 | 投球                     | J・キーP・ボーダーズJ・オルルドR・アロマーK・グルーバーM・リーC・マルドナードD・ホワイトJ・カーターD・ウィン · フィールド |
| T・グラビン            | T・グラビン            | T・グラビン            | 左                     | T・グラビンD・ベリーヒルB・ハンターM・レムキーT・ペンドル · トンJ・ブラウザーR・ガントO・ニクソンD・ジャスティスL・スミス | J・キー                  | J・キー                  | J・キー                  | 左                       | J・キーP・ボーダーズJ・オルルドR・アロマーK・グルーバーM・リーC・マルドナードD・ホワイトJ・カーターD・ウィン · フィールド |

### 第5戦 10月22日
- スカイドーム（カナダ オンタリオ州トロント）

|                          | 1 | 2 | 3 | 4 | 5 | 6 | 7 | 8 | 9 | R | H  | E |
| ------------------------ | - | - | - | - | - | - | - | - | - | - | -- | - |
| アトランタ・ブレーブス   | 1 | 0 | 0 | 1 | 5 | 0 | 0 | 0 | 0 | 7 | 13 | 0 |
| トロント・ブルージェイズ | 0 | 1 | 0 | 1 | 0 | 0 | 0 | 0 | 0 | 2 | 6  | 0 |

1. 勝利：ジョン・スモルツ（1勝）
2. セーブ：マイク・スタントン（1S）
3. 敗戦：ジャック・モリス（2敗）
4. 本塁打
ATL：デビッド・ジャスティス1号ソロ、ロニー・スミス1号満塁
5. 審判
［球審］ボブ・デービッドソン（NL）
［塁審］一塁: ジョン・シュロック（AL）、二塁: ジェリー・クロフォード（NL）、三塁: マイク・ライリー（AL）
［外審］左翼: ジョー・ウェスト（NL）、右翼: ダン・モリソン（AL）
6. 試合開始時刻: 東部夏時間（UTC-4）午後8時29分  試合時間: 3時間5分  観客: 5万2268人
詳細: Baseball-Reference.com

| アトランタ・ブレーブス | アトランタ・ブレーブス | アトランタ・ブレーブス | アトランタ・ブレーブス | アトランタ・ブレーブス | トロント・ブルージェイズ | トロント・ブルージェイズ | トロント・ブルージェイズ | トロント・ブルージェイズ | トロント・ブルージェイズ |
| ---------------------- | ---------------------- | ---------------------- | ---------------------- | --- | ------------------------ | ------------------------ | ------------------------ | ------------------------ | --- |
| 打順                   | 守備                   | 選手                   | 打席                   | J・スモルツD・ベリーヒルS・ブリームM・レムキーT・ペンドル · トンJ・ブラウザーD・サンダースO・ニクソンD・ジャスティスL・スミス | 打順                     | 守備                     | 選手                     | 打席                     | J・モリスP・ボーダーズJ・オルルドR・アロマーK・グルーバーM・リーC・マルドナードD・ホワイトJ・カーターD・ウィン · フィールド |
| 1                      | 中                     | O・ニクソン            | 両                     | J・スモルツD・ベリーヒルS・ブリームM・レムキーT・ペンドル · トンJ・ブラウザーD・サンダースO・ニクソンD・ジャスティスL・スミス | 1                        | 中                       | D・ホワイト              | 両                       | J・モリスP・ボーダーズJ・オルルドR・アロマーK・グルーバーM・リーC・マルドナードD・ホワイトJ・カーターD・ウィン · フィールド |
| 2                      | 左                     | D・サンダース          | 左                     | J・スモルツD・ベリーヒルS・ブリームM・レムキーT・ペンドル · トンJ・ブラウザーD・サンダースO・ニクソンD・ジャスティスL・スミス | 2                        | 二                       | R・アロマー              | 両                       | J・モリスP・ボーダーズJ・オルルドR・アロマーK・グルーバーM・リーC・マルドナードD・ホワイトJ・カーターD・ウィン · フィールド |
| 3                      | 三                     | T・ペンドルトン        | 両                     | J・スモルツD・ベリーヒルS・ブリームM・レムキーT・ペンドル · トンJ・ブラウザーD・サンダースO・ニクソンD・ジャスティスL・スミス | 3                        | 右                       | J・カーター              | 右                       | J・モリスP・ボーダーズJ・オルルドR・アロマーK・グルーバーM・リーC・マルドナードD・ホワイトJ・カーターD・ウィン · フィールド |
| 4                      | 右                     | D・ジャスティス        | 左                     | J・スモルツD・ベリーヒルS・ブリームM・レムキーT・ペンドル · トンJ・ブラウザーD・サンダースO・ニクソンD・ジャスティスL・スミス | 4                        | DH                       | D・ウィンフィールド      | 右                       | J・モリスP・ボーダーズJ・オルルドR・アロマーK・グルーバーM・リーC・マルドナードD・ホワイトJ・カーターD・ウィン · フィールド |
| 5                      | DH                     | L・スミス              | 右                     | J・スモルツD・ベリーヒルS・ブリームM・レムキーT・ペンドル · トンJ・ブラウザーD・サンダースO・ニクソンD・ジャスティスL・スミス | 5                        | 一                       | J・オルルド              | 左                       | J・モリスP・ボーダーズJ・オルルドR・アロマーK・グルーバーM・リーC・マルドナードD・ホワイトJ・カーターD・ウィン · フィールド |
| 6                      | 一                     | S・ブリーム            | 左                     | J・スモルツD・ベリーヒルS・ブリームM・レムキーT・ペンドル · トンJ・ブラウザーD・サンダースO・ニクソンD・ジャスティスL・スミス | 6                        | 左                       | C・マルドナード          | 右                       | J・モリスP・ボーダーズJ・オルルドR・アロマーK・グルーバーM・リーC・マルドナードD・ホワイトJ・カーターD・ウィン · フィールド |
| 7                      | 遊                     | J・ブラウザー          | 右                     | J・スモルツD・ベリーヒルS・ブリームM・レムキーT・ペンドル · トンJ・ブラウザーD・サンダースO・ニクソンD・ジャスティスL・スミス | 7                        | 三                       | K・グルーバー            | 右                       | J・モリスP・ボーダーズJ・オルルドR・アロマーK・グルーバーM・リーC・マルドナードD・ホワイトJ・カーターD・ウィン · フィールド |
| 8                      | 捕                     | D・ベリーヒル          | 両                     | J・スモルツD・ベリーヒルS・ブリームM・レムキーT・ペンドル · トンJ・ブラウザーD・サンダースO・ニクソンD・ジャスティスL・スミス | 8                        | 捕                       | P・ボーダーズ            | 右                       | J・モリスP・ボーダーズJ・オルルドR・アロマーK・グルーバーM・リーC・マルドナードD・ホワイトJ・カーターD・ウィン · フィールド |
| 9                      | 二                     | M・レムキー            | 両                     | J・スモルツD・ベリーヒルS・ブリームM・レムキーT・ペンドル · トンJ・ブラウザーD・サンダースO・ニクソンD・ジャスティスL・スミス | 9                        | 遊                       | M・リー                  | 両                       | J・モリスP・ボーダーズJ・オルルドR・アロマーK・グルーバーM・リーC・マルドナードD・ホワイトJ・カーターD・ウィン · フィールド |
| 先発投手               | 先発投手               | 先発投手               | 投球                   | J・スモルツD・ベリーヒルS・ブリームM・レムキーT・ペンドル · トンJ・ブラウザーD・サンダースO・ニクソンD・ジャスティスL・スミス | 先発投手                 | 先発投手                 | 先発投手                 | 投球                     | J・モリスP・ボーダーズJ・オルルドR・アロマーK・グルーバーM・リーC・マルドナードD・ホワイトJ・カーターD・ウィン · フィールド |
| J・スモルツ            | J・スモルツ            | J・スモルツ            | 右                     | J・スモルツD・ベリーヒルS・ブリームM・レムキーT・ペンドル · トンJ・ブラウザーD・サンダースO・ニクソンD・ジャスティスL・スミス | J・モリス                | J・モリス                | J・モリス                | 右                       | J・モリスP・ボーダーズJ・オルルドR・アロマーK・グルーバーM・リーC・マルドナードD・ホワイトJ・カーターD・ウィン · フィールド |

### 第6戦 10月24日
- アトランタ・フルトン・カウンティ・スタジアム（アメリカ合衆国ジョージア州アトランタ）

|                          | 1 | 2 | 3 | 4 | 5 | 6 | 7 | 8 | 9 | 10 | 11 | R | H  | E |
| ------------------------ | - | - | - | - | - | - | - | - | - | -- | -- | - | -- | - |
| トロント・ブルージェイズ | 1 | 0 | 0 | 1 | 0 | 0 | 0 | 0 | 0 | 0  | 2  | 4 | 14 | 1 |
| アトランタ・ブレーブス   | 0 | 0 | 1 | 0 | 0 | 0 | 0 | 0 | 1 | 0  | 1  | 3 | 8  | 1 |

1. 勝利：ジミー・キー（2勝）
2. セーブ：マイク・ティムリン（1S）
3. 敗戦：チャーリー・リーブラント（1敗）
4. 本塁打
TOR：キャンディ・マルドナード1号ソロ
5. 審判
［球審］ジョン・シュロック（AL）
［塁審］一塁: ジェリー・クロフォード（NL）、二塁: マイク・ライリー（AL）、三塁: ジョー・ウェスト（NL）
［外審］左翼: ダン・モリソン（AL）、右翼: ボブ・デービッドソン（NL）
6. 試合開始時刻: 東部夏時間（UTC-4）午後8時44分  試合時間: 4時間7分  観客: 5万1763人  気温: 67°F（19.4°C）
詳細: Baseball-Reference.com

| トロント・ブルージェイズ | トロント・ブルージェイズ | トロント・ブルージェイズ | トロント・ブルージェイズ | トロント・ブルージェイズ                                                                                                 | アトランタ・ブレーブス | アトランタ・ブレーブス | アトランタ・ブレーブス | アトランタ・ブレーブス | アトランタ・ブレーブス |
| ------------------------ | ------------------------ | ------------------------ | ------------------------ | --- | ---------------------- | ---------------------- | ---------------------- | ---------------------- | --- |
| 打順                     | 守備                     | 選手                     | 打席                     | D・コーンP・ボーダーズJ・カーターR・アロマーK・グルーバーM・リーC・マルドナードD・ホワイトD・ウィン · フィールド（なし） | 打順                   | 守備                   | 選手                   | 打席                   | S・エイベリーD・ベリーヒルS・ブリームM・レムキーT・ペンドル · トンJ・ブラウザーD・サンダースO・ニクソンD・ジャスティス（なし） |
| 1                        | 中                       | D・ホワイト              | 両                       | D・コーンP・ボーダーズJ・カーターR・アロマーK・グルーバーM・リーC・マルドナードD・ホワイトD・ウィン · フィールド（なし） | 1                      | 中                     | O・ニクソン            | 両                     | S・エイベリーD・ベリーヒルS・ブリームM・レムキーT・ペンドル · トンJ・ブラウザーD・サンダースO・ニクソンD・ジャスティス（なし） |
| 2                        | 二                       | R・アロマー              | 両                       | D・コーンP・ボーダーズJ・カーターR・アロマーK・グルーバーM・リーC・マルドナードD・ホワイトD・ウィン · フィールド（なし） | 2                      | 左                     | D・サンダース          | 左                     | S・エイベリーD・ベリーヒルS・ブリームM・レムキーT・ペンドル · トンJ・ブラウザーD・サンダースO・ニクソンD・ジャスティス（なし） |
| 3                        | 一                       | J・カーター              | 右                       | D・コーンP・ボーダーズJ・カーターR・アロマーK・グルーバーM・リーC・マルドナードD・ホワイトD・ウィン · フィールド（なし） | 3                      | 三                     | T・ペンドルトン        | 両                     | S・エイベリーD・ベリーヒルS・ブリームM・レムキーT・ペンドル · トンJ・ブラウザーD・サンダースO・ニクソンD・ジャスティス（なし） |
| 4                        | 右                       | D・ウィンフィールド      | 右                       | D・コーンP・ボーダーズJ・カーターR・アロマーK・グルーバーM・リーC・マルドナードD・ホワイトD・ウィン · フィールド（なし） | 4                      | 右                     | D・ジャスティス        | 左                     | S・エイベリーD・ベリーヒルS・ブリームM・レムキーT・ペンドル · トンJ・ブラウザーD・サンダースO・ニクソンD・ジャスティス（なし） |
| 5                        | 左                       | C・マルドナード          | 右                       | D・コーンP・ボーダーズJ・カーターR・アロマーK・グルーバーM・リーC・マルドナードD・ホワイトD・ウィン · フィールド（なし） | 5                      | 一                     | S・ブリーム            | 左                     | S・エイベリーD・ベリーヒルS・ブリームM・レムキーT・ペンドル · トンJ・ブラウザーD・サンダースO・ニクソンD・ジャスティス（なし） |
| 6                        | 三                       | K・グルーバー            | 右                       | D・コーンP・ボーダーズJ・カーターR・アロマーK・グルーバーM・リーC・マルドナードD・ホワイトD・ウィン · フィールド（なし） | 6                      | 遊                     | J・ブラウザー          | 右                     | S・エイベリーD・ベリーヒルS・ブリームM・レムキーT・ペンドル · トンJ・ブラウザーD・サンダースO・ニクソンD・ジャスティス（なし） |
| 7                        | 捕                       | P・ボーダーズ            | 右                       | D・コーンP・ボーダーズJ・カーターR・アロマーK・グルーバーM・リーC・マルドナードD・ホワイトD・ウィン · フィールド（なし） | 7                      | 捕                     | D・ベリーヒル          | 両                     | S・エイベリーD・ベリーヒルS・ブリームM・レムキーT・ペンドル · トンJ・ブラウザーD・サンダースO・ニクソンD・ジャスティス（なし） |
| 8                        | 遊                       | M・リー                  | 両                       | D・コーンP・ボーダーズJ・カーターR・アロマーK・グルーバーM・リーC・マルドナードD・ホワイトD・ウィン · フィールド（なし） | 8                      | 二                     | M・レムキー            | 両                     | S・エイベリーD・ベリーヒルS・ブリームM・レムキーT・ペンドル · トンJ・ブラウザーD・サンダースO・ニクソンD・ジャスティス（なし） |
| 9                        | 投                       | D・コーン                | 左                       | D・コーンP・ボーダーズJ・カーターR・アロマーK・グルーバーM・リーC・マルドナードD・ホワイトD・ウィン · フィールド（なし） | 9                      | 投                     | S・エイベリー          | 左                     | S・エイベリーD・ベリーヒルS・ブリームM・レムキーT・ペンドル · トンJ・ブラウザーD・サンダースO・ニクソンD・ジャスティス（なし） |
| 先発投手                 | 先発投手                 | 先発投手                 | 投球                     | D・コーンP・ボーダーズJ・カーターR・アロマーK・グルーバーM・リーC・マルドナードD・ホワイトD・ウィン · フィールド（なし） | 先発投手               | 先発投手               | 先発投手               | 投球                   | S・エイベリーD・ベリーヒルS・ブリームM・レムキーT・ペンドル · トンJ・ブラウザーD・サンダースO・ニクソンD・ジャスティス（なし） |
| D・コーン                | D・コーン                | D・コーン                | 右                       | D・コーンP・ボーダーズJ・カーターR・アロマーK・グルーバーM・リーC・マルドナードD・ホワイトD・ウィン · フィールド（なし） | S・エイベリー          | S・エイベリー          | S・エイベリー          | 左                     | S・エイベリーD・ベリーヒルS・ブリームM・レムキーT・ペンドル · トンJ・ブラウザーD・サンダースO・ニクソンD・ジャスティス（なし） |